# كاري تشيس ديفيس
كاري تشيس ديفيس (بالإنجليزية: Carrie Chase Davis)‏ هي ناشطة حق المرأة بالتصويت ‏ وطبيبة أمريكية، ولدت في 13 أغسطس 1863 في كاستاليا في الولايات المتحدة، وتوفيت في 22 مارس 1953 في تينيسي في الولايات المتحدة.